# Tantilla oolitica
Tantilla oolitica (рім-рокська коронована змія) — вид змій родини полозових (Colubridae). Ендемік США.

## Опис
Максимальна довжина рім-рокської коронованої змії (зразом з хвостом) становить 29 см. Забарвлення верхньої частини тіла варіюється від бежевого до коричневого, голова чорна, нижня частина тіла біла.

## Поширення і екологія
Рім-рокські короновані змії мешкають на півдні Флориди, в округах Маямі-Дейд і Монро, а також на островах Флорида-Кіс, зокрема на Східному Рім-Року поблизу Маямі. Вони живуть в сосновоних лісах та на пустищах, порослих чагарниками і соснами, серед опалого листя, каміння, повалених дерев та оолітових скель. Живляться павуками, багатоніжками, черв'яками, комахами, іноді скорпіонами.

## Збереження
МСОП класифікує цей вид як такий, що перебуває під загрозою зникнення. Tantilla oolitica загрожує знищення природного середовища.